# Villy, Yonne
Villy là một xã của Pháp,tọa lạc ở tỉnh Yonne trong vùng Bourgogne.
Người dân ở đây trong tiếng Pháp gọi là Villacois.

## Hành chính
| Danh sách các thị trưởng               |           |                     |      |         |
| Giai đoạn                              | Giai đoạn | Tên                 | Đảng | Tư cách |
|                                        | mars 2001 | Jean-Marie Fromonot |      |         |
| Tất cả các dữ liệu trước đây không rõ. |           |                     |      |         |

## Thông tin nhân khẩu
| 1962                                                 | 1968 | 1975 | 1982 | 1990 | 1999 | 2006 |
| ---------------------------------------------------- | ---- | ---- | ---- | ---- | ---- | ---- |
| 79                                                   | 88   | 110  | 87   | 102  | 114  | 122  |
| Số liệu lấy từ năm 1962: Dân số không tính hai trùng |      |      |      |      |      |      |